# Bloch MB.800
Le Bloch MB.800 était un avion bimoteur militaire français polyvalent de la Seconde Guerre mondiale. S'il ne dépassa pas le stade du prototype, il servit probablement de base au développement d'un avion de transport bimoteur léger, le SNCASO SO.80.

## Un triplace polyvalent mystérieux
Lorsque la nationalisation transforma la Société des avions Marcel Bloch en SNCASO, Marcel Bloch en fut nommé administrateur délégué. Il conserva néanmoins un bureau d'études indépendant. C’est au sein de ce bureau d’études que l’ingénieur Pierre le Bihan entreprit le développement d’un petit bimoteur métallique dont deux versions étaient prévues, l’une pour la formation des pilotes de multimoteurs (P3 pour perfectionnement triplace) et l’autre dite « de travail » (T3) pour répondre au même programme que le MB.500. Dans les deux cas l’appareil, construit en bois et équipé d’une double dérive, possédait un fuselage assez fin, les trois occupants se trouvant installés l’un derrière l’autre sous une longue verrière. 
Premier mis en chantier, le MB.800 P3 devait recevoir des moteurs Béarn 6B de 180 ch qui ne furent jamais livrés. Il prit finalement l’air le 18 décembre 1940 à Bordeaux-Mérignac, alors sous contrôle allemand, piloté par Daniel Rastel, avec des moteurs Béarn 6D. Un vol qui faillit mal se terminer, la DCA allemande, surprise par la présence d’un appareil inconnu, ouvrit le feu, endommageant le prototype et forçant l’équipage à effectuer un atterrissage d’urgence.
Ce prototype fut photographié en août 1941 à Mérignac et signalé en 1942 à Châteauroux, donc en zone libre, où on le retrouve à la Libération. Il est alors question de l’équiper de moteurs Renault 6Q de 220 ch, mais il disparaît mystérieusement. 
Il semble que le MB.800 T3 ait été mis en chantier en 1939, mais les travaux furent certainement rapidement interrompus, tant en raison de la guerre que du choix déjà fait de commander diverses versions du Potez 630.

## L'autre MB.800
Un autre appareil a porté la désignation MB.800. Il s’agit d’un bimoteur de transport léger développé sous l’Occupation, également par Pierre le Bihan, et utilisant la voilure du bimoteur militaire. Bien que les liasses originales indiquent clairement le type MB-800 P (Postal) et que l’inscription Bloch 800 P n°01 ait figuré sur la dérive au moment de son premier vol le 23 décembre 1941 à Cannes avec à son bord Daniel Rastel et Lucien Servanty, cet avion a rapidement été rebaptisé SNCASO SO.80 pour cause d’aryanisation : il fallait supprimer le patronyme juif Bloch.

## Sources
1. 1 2 3  « Bloch MB 800 », Dassault Aviation (consulté le 13 janvier 2016)
2. ↑  La chronique de l'aviation, Édouard Chemel, p. 390